# Christian Wilhelm Oemler

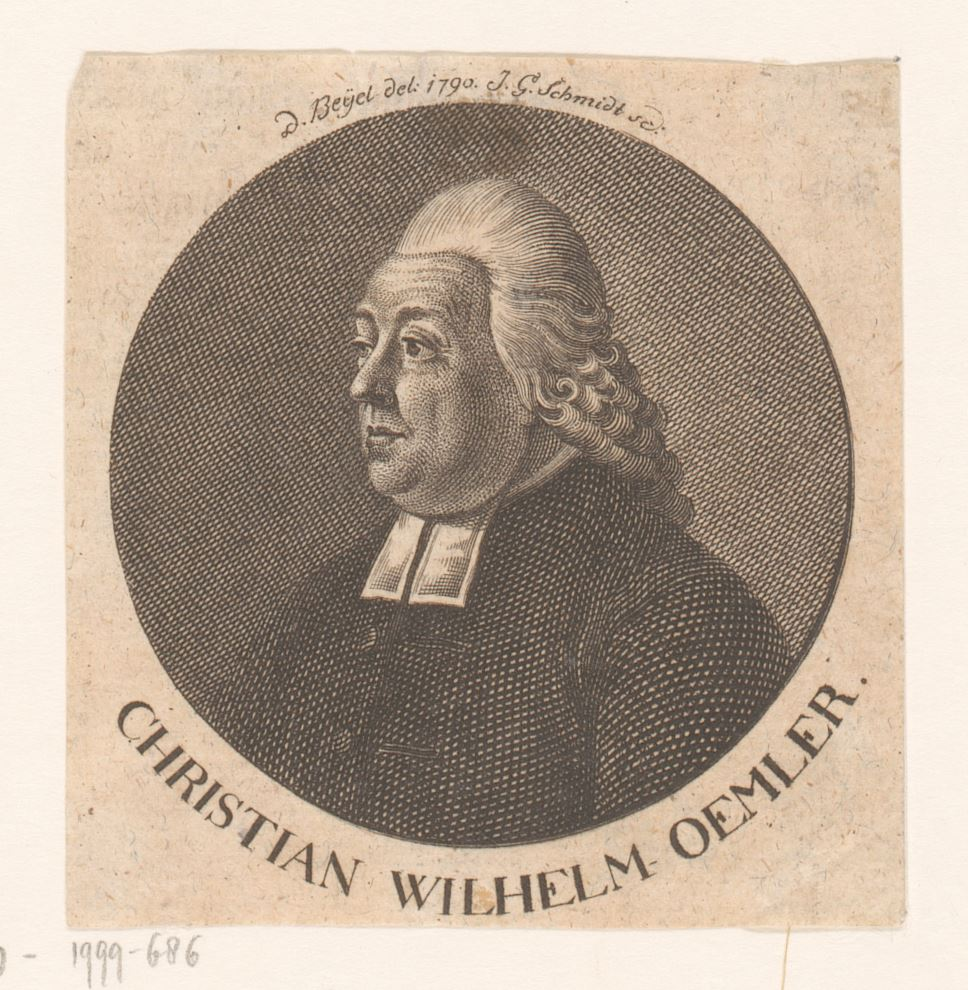
Christian Wilhelm Oemler

Christian Wilhelm Oemler (* 20. September 1728 in Denstedt; † 2. Juni 1802 in Jena) war ein deutscher evangelisch-lutherischer Theologe, Schriftsteller und sachsen-weimarischer Kirchenbeamter.

## Leben und Wirken
Von 1747 bis 1752 absolvierte Oemler ein Studium der Theologie an der Universität Jena, nachdem er das Gymnasium in Weimar besucht hatte. Zunächst nahm er in Gera  eine Hofmeisterstelle an. Im Jahre 1755 wurde er Pfarrer in Denstedt bei Weimar und kam damit auf eine Stelle, auf der bereits sein Vater Pfarrer gewesen war.  1764 wurde er Oberpfarrer und Adjunkt in Neumark bei Weimar, 1766 Archidiakon in Jena, 1776 schließlich Oberpfarrer und Superintendent in Jena. Außerdem war er Konsistorialrat.
Oemler gründete 1768 eine Freischule für arme Kinder. Überhaupt nahm er sich insbesondere der Jugend an. Oemler setzte sich für die Hebung des Schulwesens in seiner Diözese ein. Seine Schriften offenbaren, dass er sich viel mit der Seelsorge an Straftätern auseinandersetzte. Oemler hatte mit seinen Schriften auch auf Johann Gottfried Herder einigen Einfluss.
Oemler wurde auch porträtiert.

## Ehrungen
- In Jena gab es mindestens bis 1990 eine Gedenktafel für Oemler am Haus Hinter der Kirche 5. Das Haus wurde inzwischen abgetragen. 2021 befand sich dort ein Parkplatz.[4]

## Werke (Auswahl)
- Moralische Gedanken, 1754–1758.
- Sollte Gott die Welt regieren?, 1757.
- Der Christ in seiner Hoheit, 1759/60.
- Die Stärke der christlichen Religion im Tode ihrer Verehrer, 1766.
- Der Christ ein Nachfolger Jesu, 1767.
- Das Schöne für uns im Leiden Jesu, 1767.
- Religion Jesu für Kinder und Unwissende, 1767.
- Der wahre Christ in seinen Empfindungen in der Stille, 1767.
- Der wahre Christ an der Gnadentafel, 1768.
- Der Prediger an dem Krankenbette seiner Zuhörer, 5 Bde., 1770–83.
- Der Prediger bei den Betrübten und Angefochtenen in seiner Gemeinde, 1771.
- Der Prediger im Beichtstuhle, 1772.
- Der Prediger im Strafamte, 1773.
- Der Prediger bei Delinquenten und Missethätern, 1775.
- Der Prediger bei Denen, die zur Ablegung eines Eides vor Gericht sollen zubereitet werden, 1778.
- Der Prediger gegen seinen Kirchenpatron, 1779.
- Repertorium über Pastoraltheologie und Casuistik, 1786–1789.
- Beiträge zur Pastoraltheologie und Casuistik, 1783.
- Letzte Beiträge zur Pastoraltheologie und Casuistik, 1800.
- Beispiele der Pastoralklugheit für angehende Landgeistliche, 1784;
- Freundschaftliche und brüderliche Winke für Stadt- und Landprediger, 1790.
- Gedanken über die Nutzbarkeit des Predigtamtes auf dem Lande, 1775–1780.
- Die heimlichen Gemächer. Ein (ziemlich harmloses) Lobgedicht (unter Ps. Andreas Ferkel), 1805.
- Erinnerungen aus einer, in die Unterwelt nolens volens gemachten, Reise, Stendal 1806.
- Zus. mit Johann Gottlieb Gottschalg: Erklärung der Haustafel in einigen Gesprächen und Unterredungen Mit einer Vorrede über die Vorsichtigkeit und Klugheit, die  Haustafel nach den Bedürfnissen unserer Zeit zu erklären, Severin, Weißenfels-Leipzig 1790.